# Bruna Pellesi
Bruna Pellesi, in religione Maria Rosa di Gesù (Morano, 11 novembre 1917 – Sassuolo, 1º dicembre 1972), è stata una religiosa italiana della congregazione delle missionarie francescane di Sant'Onofrio. È stata beatificata nel 2007.

## Biografia
Nata da una numerosa famiglia di contadini emiliani, in gioventù Bruna Pellesi si dedicò al lavoro dei campi e, dopo la morte di due sue cognate, alla cura dei sei nipotini orfani. Entrò tra le francescane di Sant'Onofrio a Rimini a 23 anni, prendendo il nome di suor Maria Rosa di Gesù.
Lavorò negli asili che la sua congregazione gestiva a Sassuolo e Ferrara, ma nel 1945 si ammalò di tubercolosi e fu costretta a ritirarsi in sanatorio, dove morì cinquantacinquenne.

## Il culto
Papa Giovanni Paolo II l'ha riconosciuta venerabile il 1º luglio 2000 e il 26 giugno 2006 papa Benedetto XVI ha decretato l'autenticità di un miracolo attribuito alla sua intercessione, consentendone la beatificazione.
Il prefetto della congregazione per le Cause dei Santi, il cardinale José Saraiva Martins, ha presieduto il rito di beatificazione, celebrato il 29 aprile 2007 nella basilica cattedrale di Rimini.